# 褐毛垂头菊
褐毛垂头菊（学名：Cremanthodium brunneo-pilosum）是菊科垂头菊属的植物，是中国的特有植物。分布于中国大陆的青海、云南、甘肃、西藏等地，生长于海拔3,000米至4,300米的地区，一般生于高山沼泽草甸、河滩草甸及水边，目前尚未由人工引种栽培。